# Якуп Сатар
Якуп Сатар (османською يعقوب ﺳﺘﺎﺮ) — найстарший османський ветеран Першої світової війни. Народився 11 березня 1898 р.  Помер 2 квітня 2008 року  у віці 110 років.
Народився в Криму. Сатар вступив до армії Османської імперії 1915 року.  
23 лютого 1917 року потрапив в полон британців у другій битві під Кутом у Багдадській кампанії, звідки був звільнений після закінчення війни.
З 1919 по 1923 рік Сатар служив у військах Мустафи Кемаля Ататюрка в Війні за незалежність Туреччини
Незадовго до свого 110-го дня народження його лікували від незначної інфекції у військовому госпіталі, перш ніж він потрапив додому, де він жив із дочкою в районі Сейтгазі Ескішехір.

## Пам'ять
Його спогади з Війни за незалежність та його повсякденне життя, а також спогади двох інших ветеранів, Омера Кююка та Вейселя Турана, зображені у документальному фільмі «Остання зустріч» (2007) (англ. The Last Meeting) автор Неслі Голдецен. 